# Hoplocryptus scorteus
Hoplocryptus scorteus là một loài tò vò trong họ Ichneumonidae.